# 中國—葡語國家經貿合作論壇（澳門）第六屆部長級會議
中國—葡語國家經貿合作論壇（澳門）第六屆部長級會議（簡稱中葡論壇第六屆部長級會議），於2024年4月21-23日在澳門舉行。論壇場地於澳門半島中國與葡語國家商貿合作服務平台綜合體及路氹城澳門東亞運動會體育館舉行，中國代表由中華人民共和國第十四屆全國人民代表大會常務委員會副委員長李鴻忠出席致辞及中華人民共和國商務部部長王文濤出席举行开幕式。

## 背景

### 首度延期
2018年10月11日，中國與葡語國家商貿合作服務平台發展委員會召開第三次全體會議。會議由時任澳門特別行政區行政長官兼委員會主席崔世安主持，會上確定原定的中葡論壇第六屆部長級會議延至2020年舉行。中葡論壇（澳門）常設秘書處表示，由於2019年是澳門特別行政區成立二十周年紀念，亦是新一屆政府換屆之年，預計屆時將有不少大型活動舉行，以及邀請高層次的嘉賓來澳門，在保守估計接待能力後，因此向中華人民共和國中央人民政府反映將會議推遲至2020年舉行，並獲得中央的理解與同意，確切日期會協調後通知。
2019年1月29日，「中葡論壇」常設秘書處表示正著手籌備中葡論壇第六屆部長級會議，並繼續積極落實第五屆部長級會議《經貿合作行動綱領》，提升澳門平台作用，進一步推動中國與葡語國家交流合作。

### 疫下多次延期
2020年10月21日，中國-葡語國家經貿合作論壇（澳門）常設秘書處在澳門舉行。會上宣佈因COVID-19疫情快速蔓延，中葡論壇第六屆部長級會議推遲召開，論壇框架下各領域交流活動以及常設秘書處工作亦受到一定程度影響。常設秘書處除密切關注疫情發展情況，發揮澳門平台作用，積極協助論壇與會葡語國家應對疫情挑戰外，同時，亦因時制宜調整工作計劃，充分利用互聯網資源，在線上開展論壇框架下相關工作，並條件允許的情況下，穩步推進實體工作。
2021年3月，中葡論壇第六屆部長級會議繼續推遲舉辦，中國-葡語國家經貿合作論壇（澳門）常設秘書處表示，疫情仍存在較多不確定發展因素，具體舉辦時間仍有待研判。又表示若2021年的部長級會議由於疫情原因未能舉行，會採取其他措施，例如正內部研判是否採用視訊方式舉行會議，暫未有具體結論，需所有參與方達成一致共識才能決定。
2022年3月31日，中國與葡語國家經貿合作論壇常設秘書處輔助辦公室宣佈，經中國—葡語國家經貿合作論壇與會方一致同意，中葡論壇部長級特別會議於同年4月10日召開。主會場設在澳門中國與葡語國家商貿合作服務平台綜合體，各方視頻連線參會，主題為聚焦“攜手抗疫共謀發展”。論壇各與會國政要將在開幕式上致辭。各國主管部長將就中國與葡語國家加強防疫交流、共同推動疫後經濟復甦等議題發表演講。會後，各國部長將簽署部長級特別會議聯合聲明等成果文件。

### 落實籌備及舉行日期
2023年3月28日，中國—葡語國家經貿合作論壇（澳門）成立20周年招待會舉行，同日舉行中葡論壇常設秘書處第18次例會，會議總結了2022年工作，討論通過了2023年工作計劃，並研究了常設秘書處其他工作。第五任澳門特區行政長官賀一誠宣佈爭取於同年內舉行中葡論壇第六屆部長級會議、澳葡聯合委員會第七次會議。
2024年2月中下旬，據澳門電台葡文頻道報道，第六屆中葡論壇部長級會議擬於4月舉行，屆時將有來自葡語各國的政要代表來澳參會，同時是疫後中葡論壇的首個部長級會議。
2024年3月25日，中國與葡語國家經貿合作論壇常設秘書處輔助辦公室宣佈中國—葡語國家經貿合作論壇（澳門）第六屆部長級會議將於2024年4月21—23日在澳門舉行。

### 會議前期準備工作
2024年3月28日，由澳門貿易投資促進局營運，位於“中國與葡語國家商貿合作服務平台綜合體”地庫一層的“中國與葡語國家商貿合作服務平台展示館”及“商匯館”，因場地佈置及內容更新安排，由當天起暫停對外開放四星期。
2024年4月22日，澳門貿易投資促進局部分對外服務，臨時遷往澳門馬濟時總督大馬路29號雙鑽3樓A（即貿促局投資居留及法律廳服務點）。涉及對外服務包括：會展競投及支援“一站式”服務、會議及展覽激勵計劃、參展財務鼓勵計劃、會展專業人才培訓激勵計劃、投資者“一站式”服務、商業配對服務、粵港澳大灣區九市商事登記便利服務、“商匯館”服務及電子商務推廣資助計劃。

## 会议概要
本屆部長級會議主要活動包括開幕式、部長級會議、《經貿合作行動綱領（2024—2027）》簽署儀式、中國—葡語國家企業家大會等。部長級會議將明確未來三年中華人民共和國與葡語國家經貿合作的重點領域，進一步發揮澳門作為中國與葡語國家商貿合作服務平台的作用。
2024年3月26日，中國—葡語國家經貿合作論壇（澳門）常設秘書處在澳門召開第十九次例會。中國商務部和澳門特區政府代表，以及葡語國家駐華大使、葡語國家聯絡員和中葡論壇（澳門）常設秘書處成員等出席。其中2024年工作計劃上，中葡論壇常設秘書處於上半年做好以部長級會議為中心工作做好籌備工作，協調各方儘早就會議成果文件達成一致，並積極配合特區政府做好後勤準備，為部長級會議的成功舉辦提供保障。下半年，秘書處將根據第六屆部長級會議簽署的《經貿合作行動綱領（2024-2027）》，積極協助完善澳門中葡商貿合作服務平台功能，探索參與粵澳關係及橫琴粵澳深度合作區深度合作，推進中國與葡語國家的共同發展。

## 参與國家及部長級成員
2024年4月19日，澳門特別行政區政府宣佈會議各項相關工作已準備就緒。論壇將舉辦開幕式、部長級會議、中國—葡語國家企業家大會等多項活動，分別來自中華人民共和國及葡語國家的部長來澳出席論壇主要活動。
- 中國（含 澳門）
  - 中華人民共和國第十四屆全國人民代表大會常務委員會副委員長李鴻忠
  - 中華人民共和國商務部部長王文濤
- 葡萄牙經濟部長佩德羅‧雷斯
- 东帝汶副總理兼經濟事務統籌部長、旅遊和環境部長黎發芳
- 巴西創業、微型企業和小型企業部常務副部長弗朗西斯科‧塔德烏‧巴爾博薩‧德阿倫卡爾
- 副總理兼財政、商業發展部長、數字經濟部長奧拉沃‧科雷亞
- 經濟、計劃與區域一體化部長蘇亞雷斯‧桑布
- 安哥拉工業和貿易部長魯伊‧米根斯‧德奧利維拉
- 莫桑比克工業和貿易部副部長盧多維娜‧貝爾納多
- 聖多美和普林西比國民議會副議長阿布尼爾多‧納西門托‧德奧利維拉
- 赤道几内亚貿易、工業與企業促進部副部長赫羅尼莫‧卡洛斯‧奧薩‧奧薩‧恩桑

## 預算
根據2019年11月公佈的《2020年財政年度預算案》提出的預算中，中葡論壇常設秘書處輔助辦公室2020年度預算為2.31億元，較2019年增加的9,000萬元預算將用於舉辦中葡經貿合作論壇第六屆部長級會議。

## 配套活動

### 歡迎晚宴

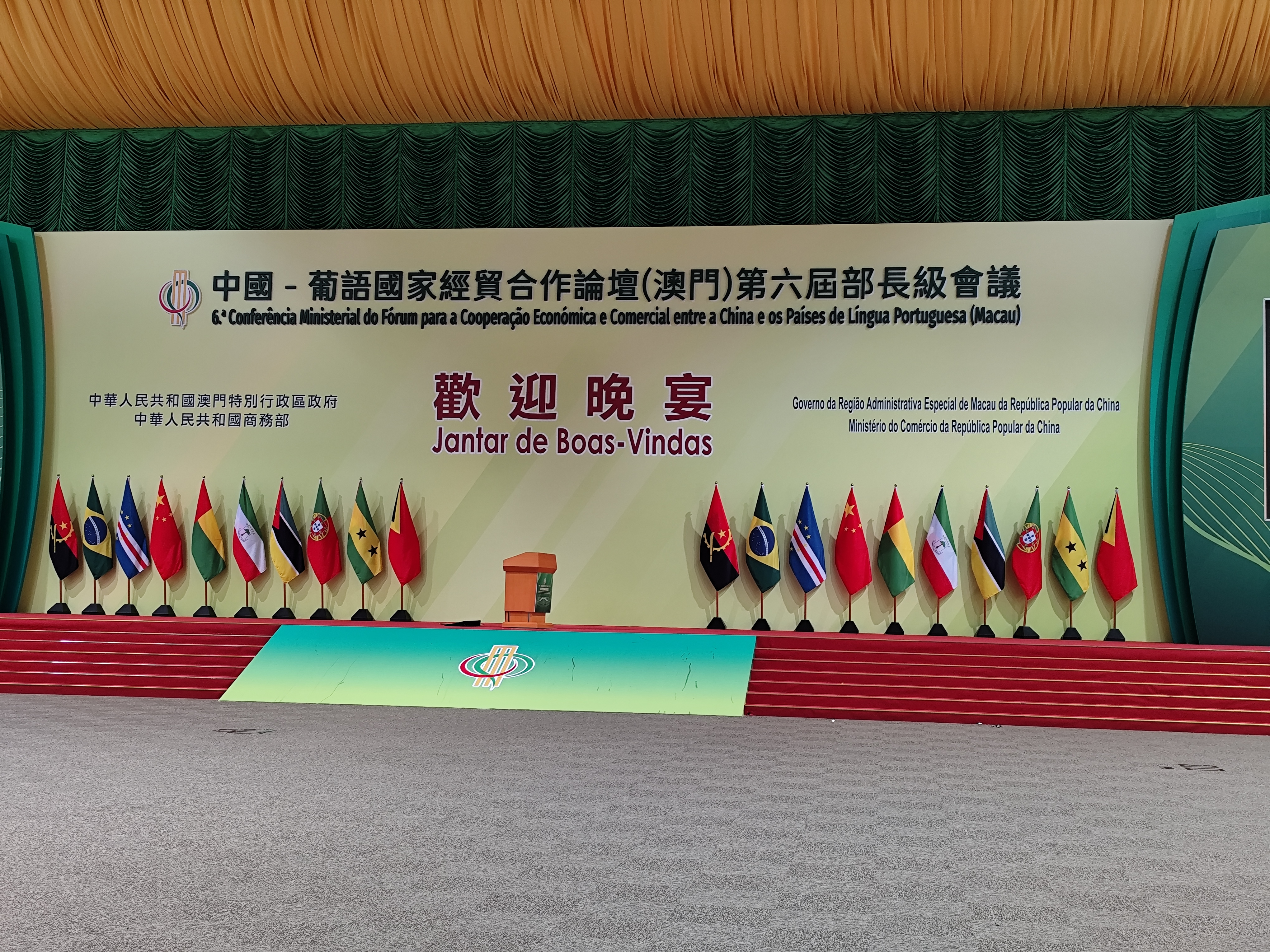
第六屆部長級會議歡迎晚宴

2024年4月21日，部長級會議舉行歡迎晚宴，分別由中華人民共和國商務部部長王文濤及澳門特別行政區行政長官賀一誠致辭。其中中國商務部長王文濤致辭表示，中葡論壇成立21年來，中國與葡語國家順應和平與發展的時代潮流，弘揚和而不同、和衷共濟的夥伴精神，不斷挖掘成員多樣性帶來的合作潛力，共同推動中葡經貿合作走深走實，助力本國經濟發展，取得積極成果。中國願同葡語國家一道，以本次部長級會議為契機，推動中葡經貿合作邁上新臺階，為實現世界各國的現代化作出不懈努力。商務部將一如既往支持澳門發揮中葡平臺作用，深化同各國各地區的交往合作，實現長期繁榮穩定發展。澳門特區行政長官賀一誠致辭說，過去二十餘載，中國與葡語國家之間的經貿合作取得了令人鼓舞的成果，各個領域的合作正在不斷加強和深化。中葡論壇以澳門為永久舉辦地，充分體現了中央政府對澳門的大力支持和信任，體現了葡語國家對澳門作為中國與葡語國家商貿合作服務平臺地位的肯定和認同。特區政府將在“一國兩制”方針下，充分發揮澳門自身優勢，助力國家高水準對外開放，促進中國內地、澳門與葡語國家之間的交流合作取得更豐碩成果。

### 企業家大會
作為部長級會議的配套活動之一的「企業家大會」於2024年4月23日在中國與葡語國家商貿合作服務平台綜合體舉行，大會由中國國際貿易促進委員會及澳門貿易投資促進局共同主辦，主題為「推動數字轉型新態勢，共享綠色發展新機遇」，設兩場專題研討，聚焦數字科技與傳統產業融通聯動，以及綠色經濟與可持續發展兩個議題，來自中國大陸、9個葡語國家、香港特別行政區及澳門特別行政區的高層官員，以至貿促機構、重要商協會和重點企業的領導和代表，將聚首推動各方在數字和綠色轉型上的合作，活動邀請到在科技、大健康、商貿投資、金融、建築、環境和新能源等領域的重點單位和企業領袖作發言和討論。期間設有企業配對交流，為各地在「1+4」領域的企業發掘商機，為澳門經濟適度多元發展帶來機遇。
該“企業家大會”呈現兩個“首次”、一個“增加”及一個“踴躍”。一是首次在中國與葡語國家商貿合作服務平台綜合體舉辦。興建中葡綜合體是國家支持深化澳門中葡平台作用的重要舉措之一，為促進中國與葡語國家之間貿易、會展等領域的合作發展，提供功能多元的活動及交流空間。二是首次有粵港澳大灣區經貿代表團及深合區代表團參與，進一步豐富大會內涵及作用。與會葡語國家中，較2016年增加聖多美和普林西比以及赤道幾內亞，部長級會議期間的企業家相關配套活動相隔8年再次舉行，其中葡語國家的貿促機構、商會及企業等代表參與程度更為踴躍，與會人數較2016年有逾四成增幅，突顯各方認同及肯定澳門的中葡平台作用。

## 外部連結
- 中國—葡語國家經貿合作論壇（澳門）常設秘書處（页面存档备份，存于）
- 中國與葡語國家經貿合作論壇常設秘書處輔助辦公室（页面存档备份，存于）